# Aromas de Ausencia
En 1996, Yalo Cuéllar logra unir éstos trabajos y reproducirlos con la empresa Discolandia logrando su quinta grabación titulada "Aromas de Ausencia".

## Promoción
La empresa encargada de la promoción de este disco fue Discolandia. Sin embargo, como muchos de los artistas a los cuales tiene Discolandia como sello oficial, la mayor parte del presupuesto dedicado a la promoción viene de parte del artista, en este caso de Yalo y su familia.

## Sencillos
"Fray Quebracho" pese a que fue promocionada en el disco anterior, fue tan grande el recibimiento de esta canción que el autor optó por incluirla en este disco. Fray Quebracho es historia convertida en música de un sacerdote italiano de nombre Oliverio Pellicelli. Su obra misional es reconocida a nivel mundial, pues pese a que tenía una personalidad particular, muchos dicen que esa fue la forma en que muchos de sus mensajes no pudieron pasar desapercibidos.

## Ficha Técnica
- Yalo Cuéllar: Voz, Guitarra y Percusión
- Julián Fernández: Violines (Tema 1 al 10)
- Christian Cuellar: Violines (Tema 11 al 20)
- Luis Moya: Teclados, Bajo
- Ivan Loredo: Teclados
- Luis A. Rojas: Saxo

## Lista de canciones
| Aromas de Ausencia - standard edition |                                   |              |          |  |
| N.º                                   | Título                            | Escritor(es) | Duración |  |
| 1.                                    | «Fray quebracho» (Canción)        | Yalo Cuéllar | 5:42     |  |
| 2.                                    | «El violín del Cuchi» (Chacarera) | Yalo Cuéllar | 2:59     |  |
| 3.                                    | «Costumbres» (Polca)              | Yalo Cuéllar | 2:51     |  |
| 4.                                    | «Chacarera de antaño» (Chacarera) | Yalo Cuéllar | 2:30     |  |
| 5.                                    | «Adiós a mi pueblo» (Cueca)       | Yalo Cuéllar | 3:15     |  |
| 6.                                    | «La complicada» (Chacarera)       | Yalo Cuéllar | 3:12     |  |
| 7.                                    | «La palmareña» (Polca)            | Yalo Cuéllar | 3:10     |  |
| 8.                                    | «La filósofa» (Chacarera)         | Yalo Cuéllar | 2:30     |  |
| 9.                                    | «El viejo Maire» (Canción)        | Yalo Cuéllar | 4:58     |  |
| 10.                                   | «La volvedora» (Chacarera)        | Yalo Cuéllar | 2:31     |  |
| 11.                                   | «Surazos del corazón» (Escondido) | Yalo Cuéllar | 2:29     |  |
| 12.                                   | «Me falta el Chaco» (Canción)     | Yalo Cuéllar | 4:18     |  |
| 13.                                   | «Sol y arena» (Chacarera)         | Yalo Cuéllar | 3:10     |  |
| 14.                                   | «Herencia» (Canción)              | Yalo Cuéllar | 4:06     |  |
| 15.                                   | «La lucha es mía» (Chacarera)     | Yalo Cuéllar | 3:23     |  |
| 16.                                   | «Gato bohemio» (Gato)             | Yalo Cuéllar | 1:55     |  |
| 17.                                   | «Lo que faltó» (Canción)          | Yalo Cuéllar | 4:45     |  |
| 18.                                   | «Paisaje chaqueño» (Chacarera)    | Yalo Cuéllar | 2:11     |  |
| 19.                                   | «Bienvenido a la vida» (Canción)  | Yalo Cuéllar | 2:52     |  |
| 20.                                   | «Inmigrantes» (Canción)           | Yalo Cuéllar | 4:48     |  |